# 페르난드 그라비

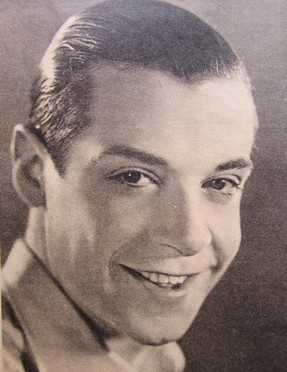

페르난드 그라비(Fernand Mertens, 1905년 12월 25일 ~ 1970년 11월 2일)는 벨기에의 영화배우이다.
익셀에서 태어났으며 파리에서 사망하였다. 사인은 심근 경색이다.

## 영화
- 새벽의 약속 (1970년)
- 파리의 백작 부인 (1969년)
- 황야의 산 세바스찬 (1968년)
- 백만달러의 사랑 (1966년)
- 라운더바우트 (1950년)
- 프라카스 장군 (1943년)
- 기이한 밤 (1942년)
- 잃어버린 천국 (1940년)
- 강박관념 (1939년)
- 풀스 포 스캔들 (1938년) - 르네 빌라델 역
- 그레이트 왈츠 (1938년)
- 더 킹 앤 더 코러스 걸 (1937년) - 알프레드 브루거 VII 역
- 사랑의 추억 (1933년)